# Jerevans operahus
Jerevans operahus, officiellt Armeniens nationella opera och balett Aleksandr Spendiarjan (armeniska: Ալեքսանդր Սպենդիարյանի անվան օպերայի և բալետի ազգային ակադեմիական թատրոն, Aleksandr Spendiarjani anvan operaji jev baleti azgajin akademiakan tatron) är en armenisk opera och balett i  Kentron i Jerevan, som invigdes 1933 i en första etapp. Byggnaden ritades av Aleksandr Tamanjan och inhyser två salar: konsertsalen Aram Chatjaturjan-salen med 1.400 platser och opera- och balettsalen Aleksandr Spendiarjan-opera- och baletteater med 1.200 platser.
Med Aleksandr Tamanjans ritning som grund och under ledning av hans son färdigställdes den ena av salarna 1939, då teatern döptes efter den armeniske kompositören Aleksandr Spendiarjan (1871–1928). Byggnadsarbetena av hela operahuset slutfördes 1953.
Utanför operahuset finns statyer av Hovhannes Tumanjan, Aleksandr Spendiarjan och Aram Chatjaturjan.
Getsemanekapellet som uppfördes under 1690-talet och revs under 1920-talet låg på samma plats, där Jerevans operahus ligger idag.

## Bildgalleri

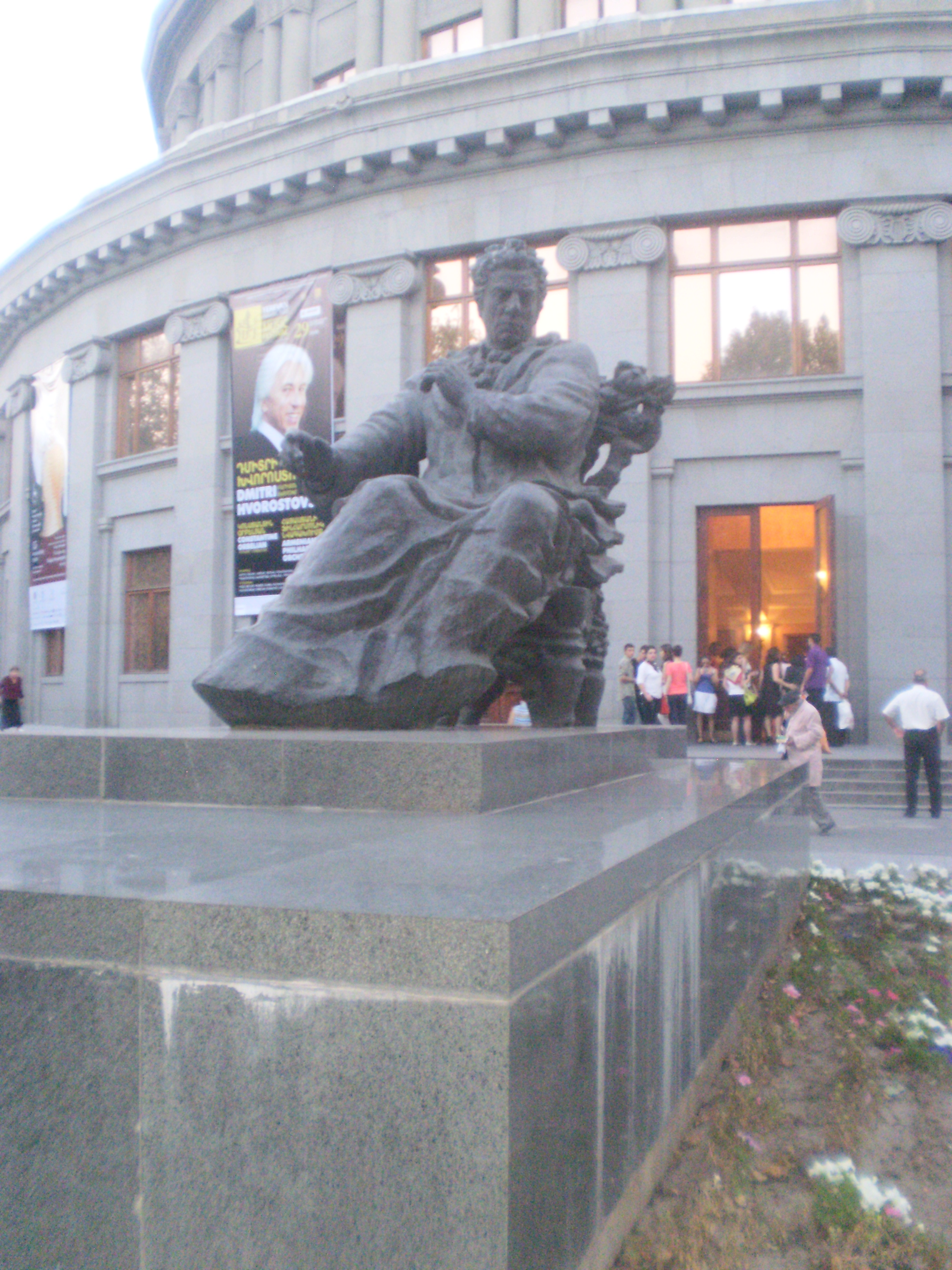
Staty över Aram Chatjaturjan
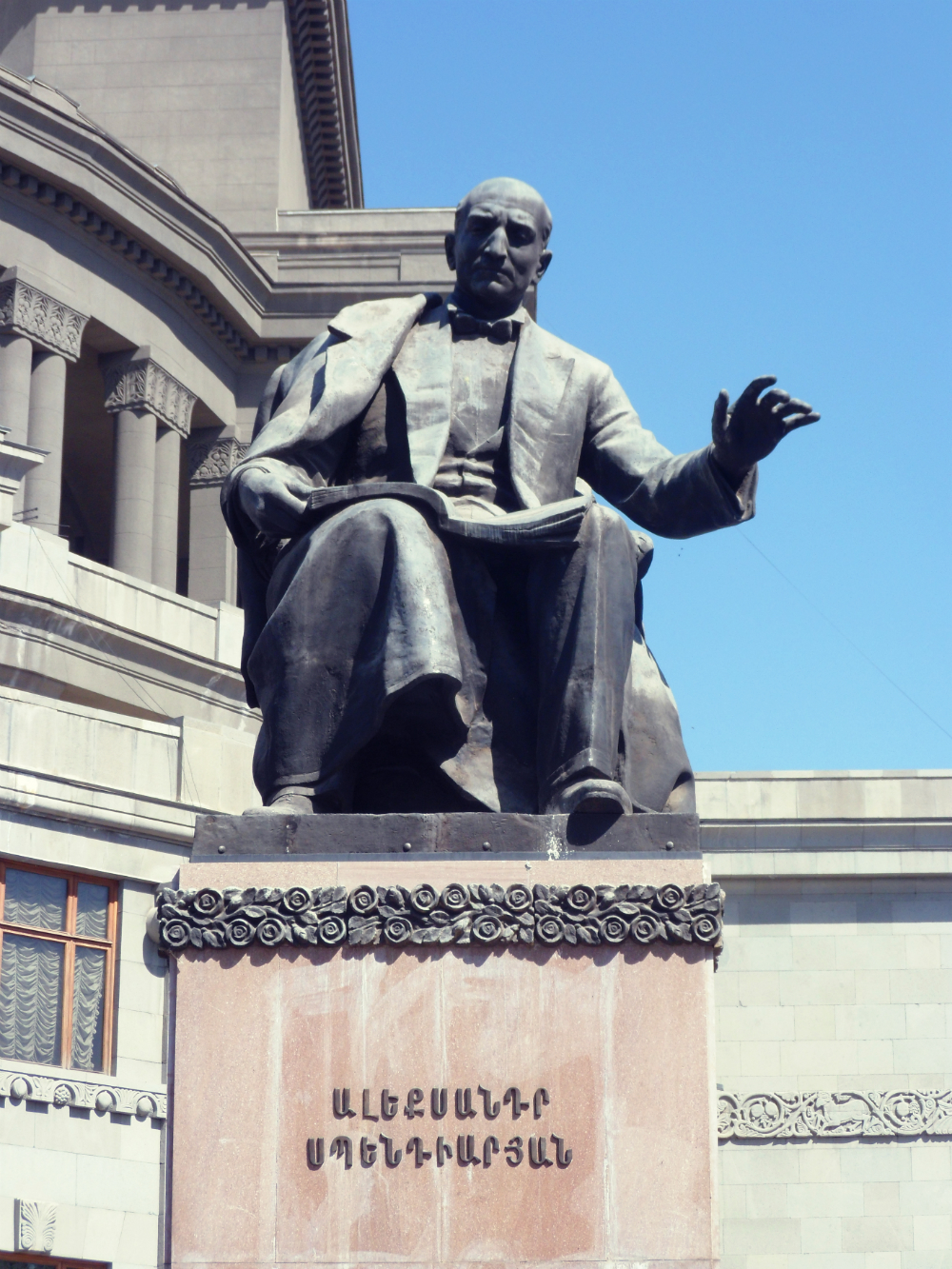
Staty över Aleksandr Spendiarjan
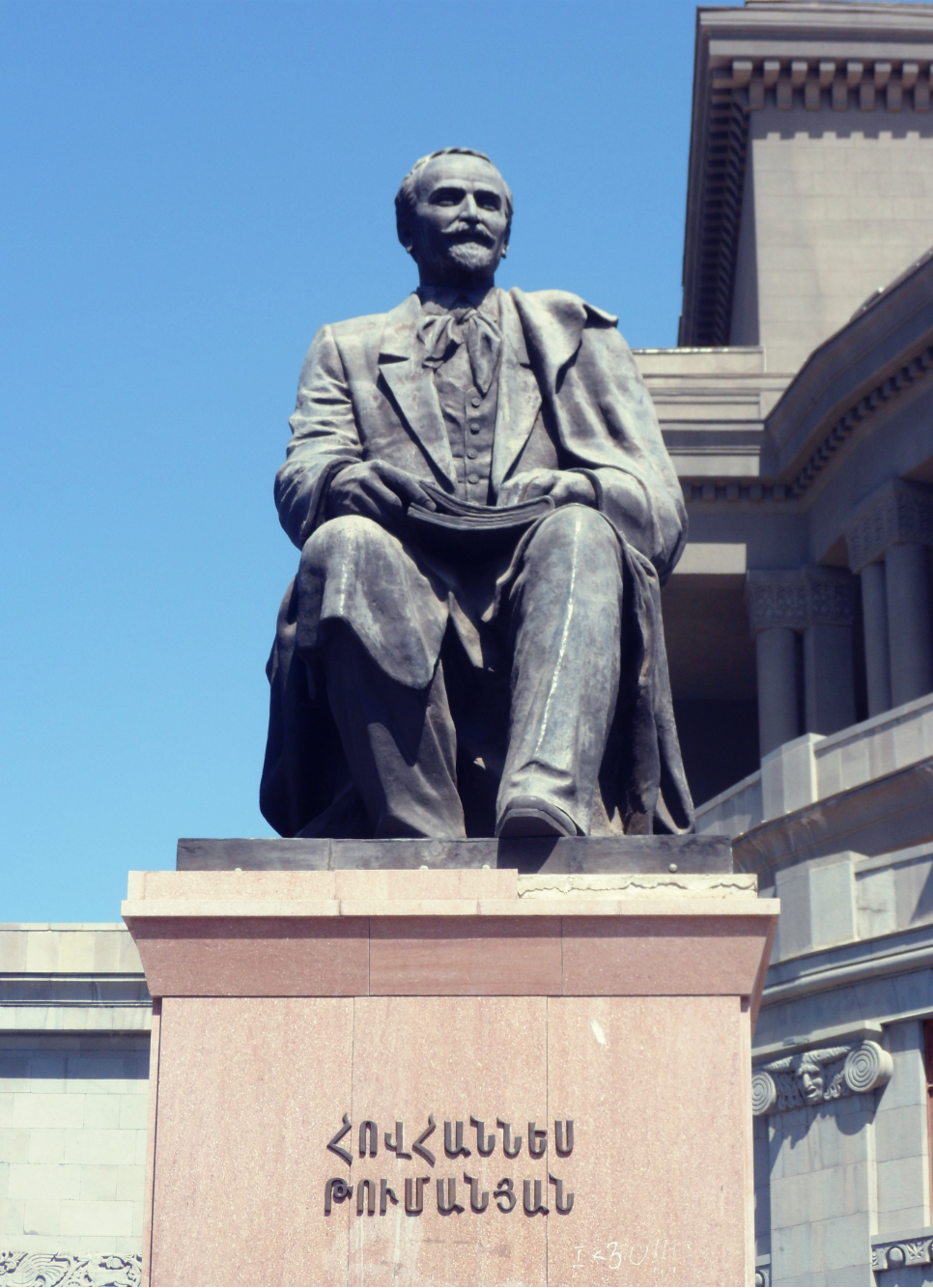
Staty över Hovhannes Tumanjan
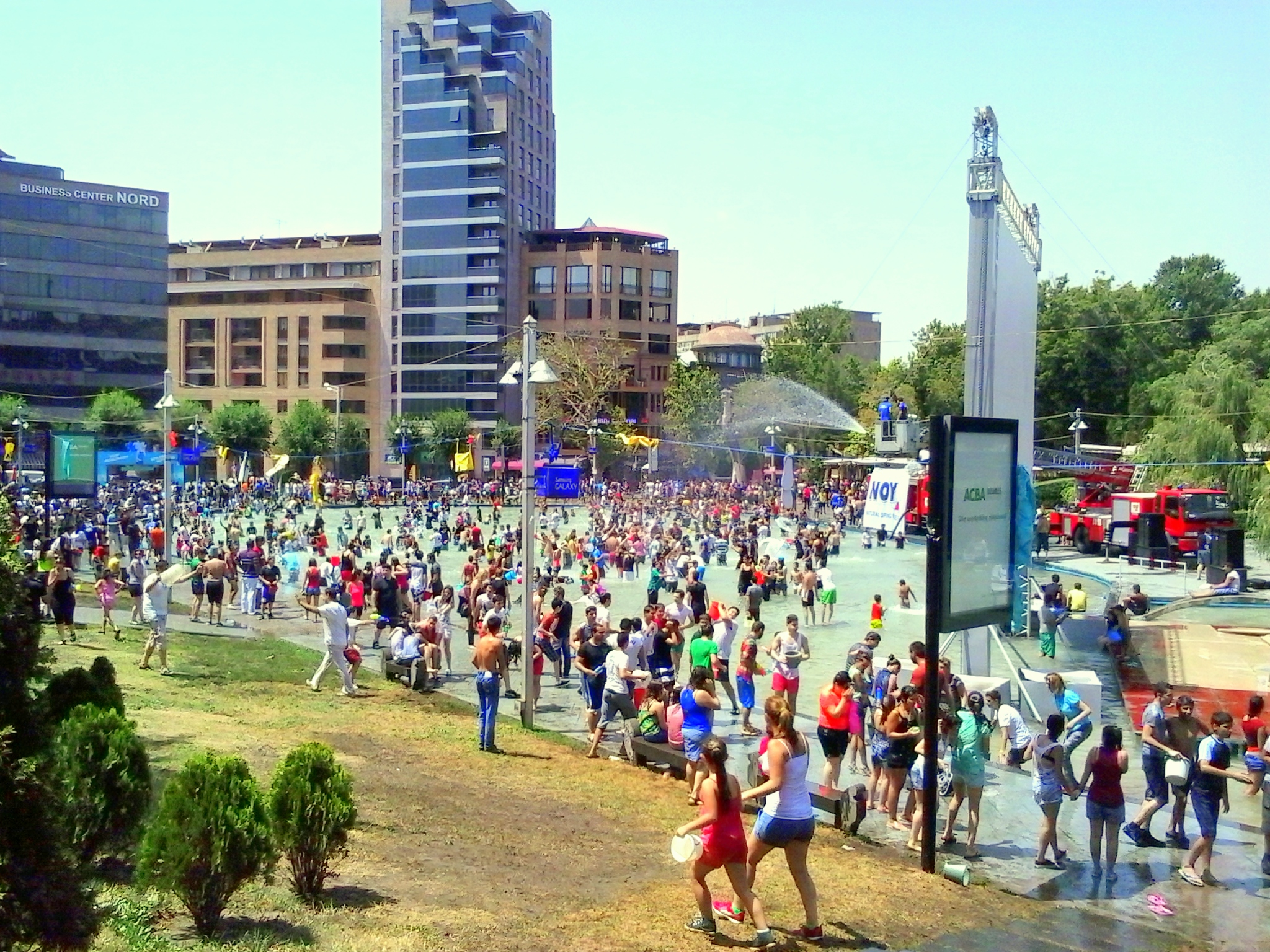
Parken utanför operan